# Firbenet
Firbenet (Lacerta) er et stjernebillede på den nordlige himmelkugle.